# MG-08/15
MG 08/15 — легкий німецький кулемет часів Першої світової війни. Був розроблений в 1915 році як подальший розвиток більш важкого станкового кулемету MG-08. Тому мовний зворот «нуль вісім п'ятнадцять» стосується саме цього кулемета.

## Історія
Станковий кулемет MG 08 названий так відповідно до дати розробки — 1908 рік. Він мав водяне охолодження і був встановлений на збройний станок, що регулювався по висоті. На початку Першої світової війни Німеччина мала 4.919 шт. MG 08. Зброя було надто важкою для слідування за піхотою. Тому структурно більшість з них перебувала у спеціально утворених кулеметних ротах піхотних підрозділів. Подальша його модифікація була вкрай необхідною.

### Імперська Армія
З 1915 року почалася розробка  модифікації 08/15 кулемету MG 08. З літа 1917 року він під назвою легкий MG 08/15 почав надходити у війська. Через трудомісткість виробництва та повільне надходження у військові частини, необхідно було уникати його використання під час відбиття ворожих атак. Новий варіант повинен був використовуватися безпосередньо під час штурму в передніх рядах.

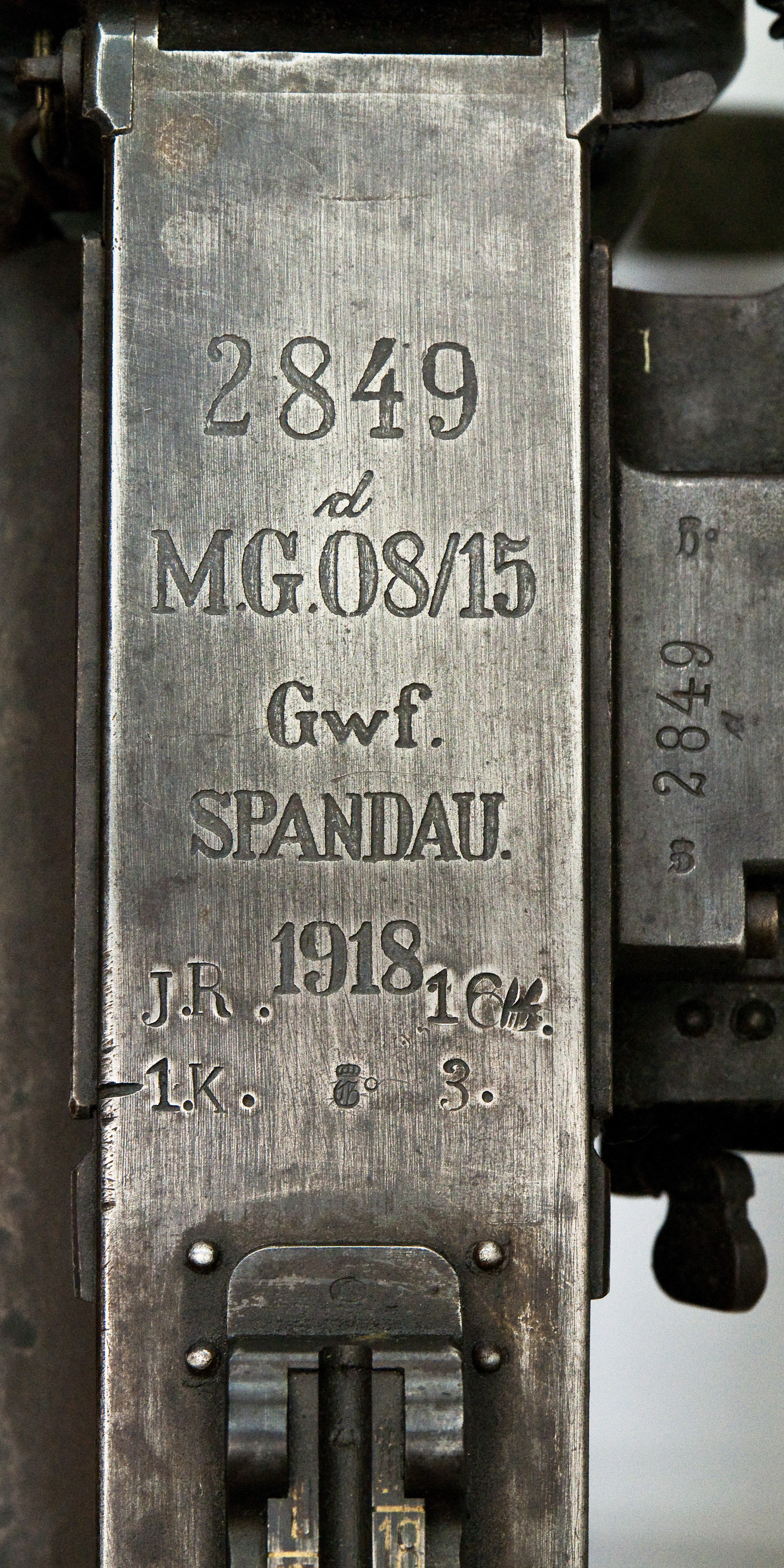
Гравірування на зброї

Незважаючи на назву легкий, MG 08/15 з його вагою в 19,5 кг без боєприпасів, був порівняно важким. Ручний британський кулемет Льюїс і французький Гочкісс М1909 (Hotchkiss M1909) були значно легшими — без боєприпасів вони важили близько 12 кг, що було значно менше ніж MG 08. Через це його можна було використовувати для атак тільки при певних умовах. Крім того, військові дії, що в цей час мали окопний і позиційний характер, призвели до того, що кулемет переважно використовували для завдань по обороні. В першу чергу модифіковану зброю отримали елітні полки. У подальшому ході війни і великі військові підрозділи були забезпечені цим варіантом кулемета MG 08. Загалом було виготовлено майже 130 тисяч MG 08/15, тому він став найпоширенішим німецьким кулеметом Першої світової війни.
MG 08/15 можна було використовувати для супроводження піхоти. Занадто багато піхотних атак зазнали невдачі через відсутність кулеметної підтримки та багато з них було втрачено, тому що їх не встигли евакуювати. Тому його стали використовувати як ручний з сошками і прикладом. Кожна стрілецька рота отримала спочатку два, потім чотири кулемети. На початку 1918 року цифра була збільшена навіть до шести. Для транспортування MG 08/15 і боєприпасів, стрілецьким ротам було виділено по дві польові машини.
Кулемети були дуже мобільними та їх використання стало дуже поширеним. В кінці війни випустили кулемет з повітряним охолодженням, який могли ефективно обслуговувати два бійці. Такий мала кожна кулеметна рота.

### Рейхсвер
Згідно Версальського договору Рейхсвер повинен був мати тільки 1 926 (+4 % резерву) кулеметів всіх типів. Проте, станом на 1927 рік існував секретний запас у 12 000 кулеметів.
Легкі кулемети 08/15 чи 08/18 використовувалися у стрілецьких ротах (1 — 3 рота кожного батальйону). У них три стрілецькі взводи мали по два легких кулемети, тому взвод мав два кулеметні відділення (у кожній 1 унтер-офіцер, 4 кулеметники, 1 снайпер і 2 стрільці) і також два або три стрілецьких відділення (у кожній 1 унтер-офіцер і 7 стрільців). Одна рота мала загалом шість ручних кулеметів. Вони були розміщені на армійських фургонах, на вантажних візках чи носилися обслугою. Два (порожні) візки були прикріплені до задньої частини одного з трьох армійських фургонів під час маршу. Єгерські роти мали замість шести візків всього шість в'ючних тварин, кожна з яких мала погонича.
У 1930 році стрілецький взвод посилили трьома, так званими, одиничними групами, реорганізувавши їх так, що кожна складалася з стрілецької групи (1 унтер-офіцер і 7 Стрільців (чисельність попереднього стрілецького відділення)) і легкої кулеметної групи (1 унтер-офіцер і 4 кулеметники з легким кулеметом). Таким чином, кількість легких кулеметів у роті збільшилася до дев'яти.
В кавалерії, згідно Версальського договору, не дозволялося мати легкі кулемети. Таким чином, тут були «позичені у піхоти»  MG 08/15 та MG 08/18. Кожний кінний взвод віз свої кулемети на тваринах.
Власні легкі кулемети кавалерія отримала в 1931 році  - новітні MG 13.

### Вермахт
У Вермахт MG 08 та MG 08/15 спочатку також були основними кулеметами.
Починаючи з 1936 року MG 08 і МГ-08/15 почали активно замінювати у піхотних дивізіях на MG 34. MG 08/15, MG 08/18 і MG 08, а також їх кулеметні вози й візки, в разі мобілізації резервістів складали резерв чи Ландвер-піхотні дивізії

## Подальший розвиток

### MG 08/18
До кінця Першої світової війни на базі MG 08/15 було розроблено кулемет з повітряним охолодженням MG 08/18. Ця модель була досить легкою для використання у наступі, проте через його пізню розробку, він використовувався в основному тільки для прикриття німецького відступу.

### lMG 08 і 08/15
Спеціально для винищувачів було розроблено lMG 08 і lMG 08/15 з повітряним охолодженням.

### Фотокамера

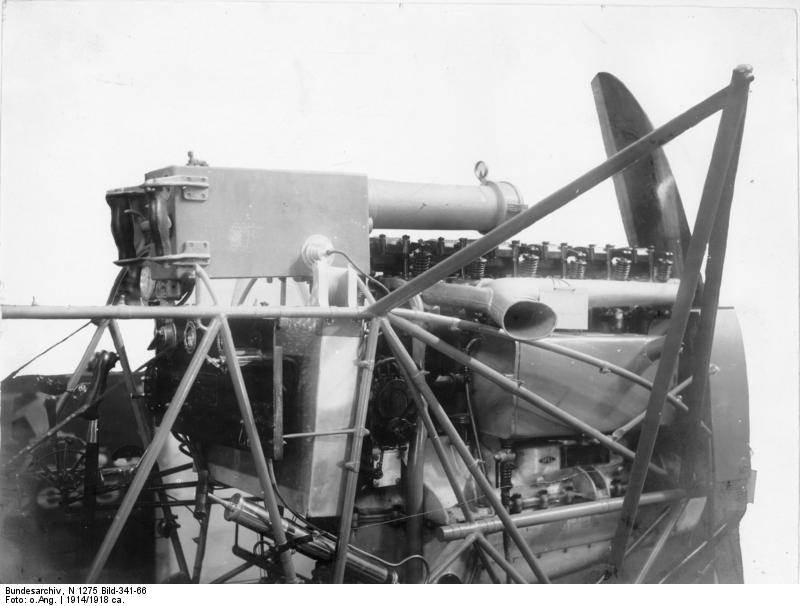
Автоматична камери

Компанія Ernemann з Дрездена поряд з іншими виробниками виготовила за проєктом піонера авіації Оскара Мейстера свого роду плівковий фотоапарат, який був у змозі зробити 600 знімків за хвилину. Зовнішня форма була змодельована за зразком MG 08/15. Всі ручки та елементи управління, а також вага були однаковими, як і приціл. При натисканні на спускову гашетку відбувалися одиночні постріли. В стрічці боєприпасів знаходилася плівка. Використовували пристрій для підготовки льотчиків — він служив для навчальної стрільби по літакам супротивника. У проєкційному залі показували діафільм з літаком, що наближався, пілот тиснув на гашетку, і на основі зображення виявлялася точність у прицілюванні.

## Етапи розвитку

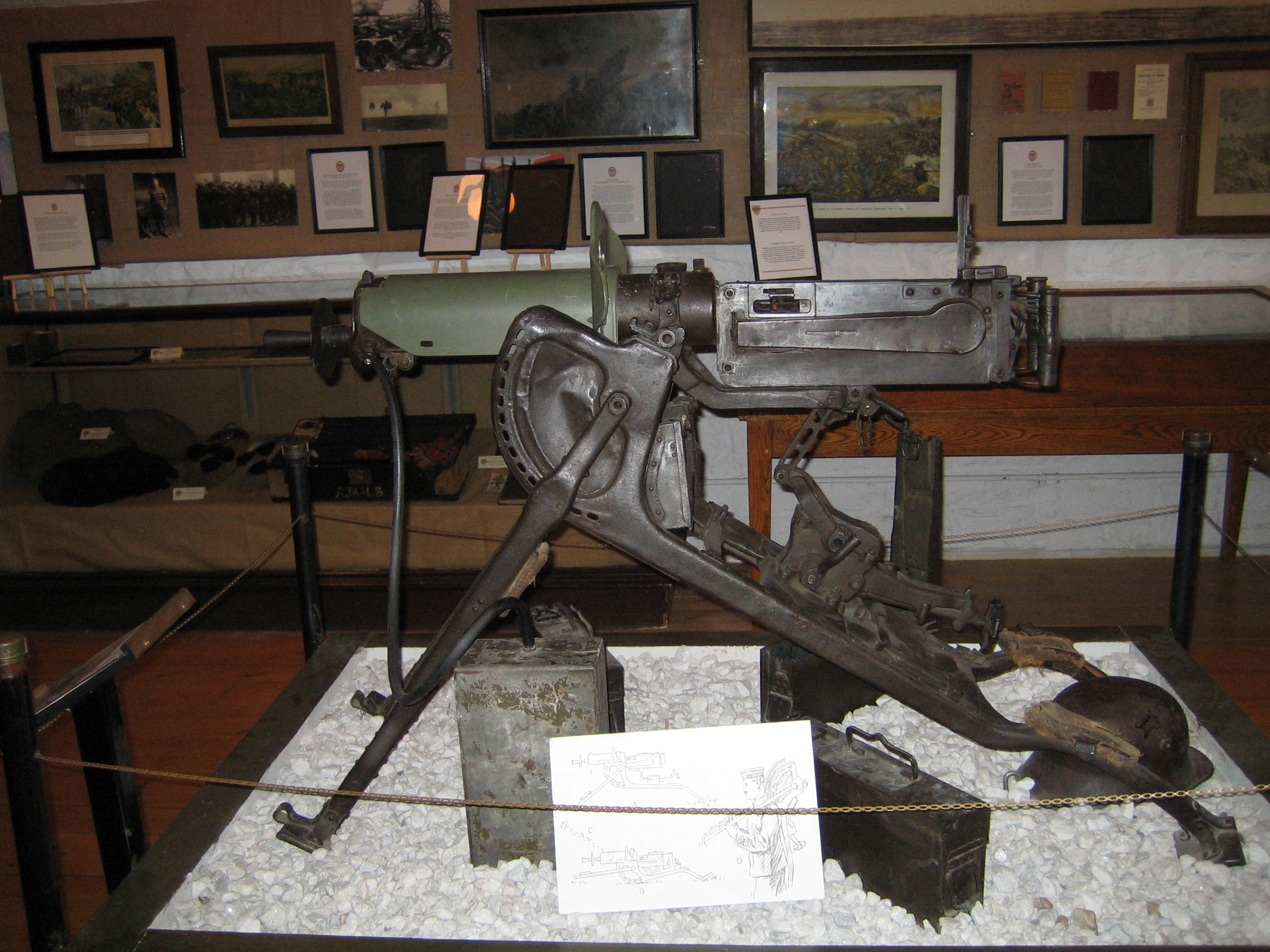
Важкий MG 08 нас станку (із захистом кожуха та щитком)
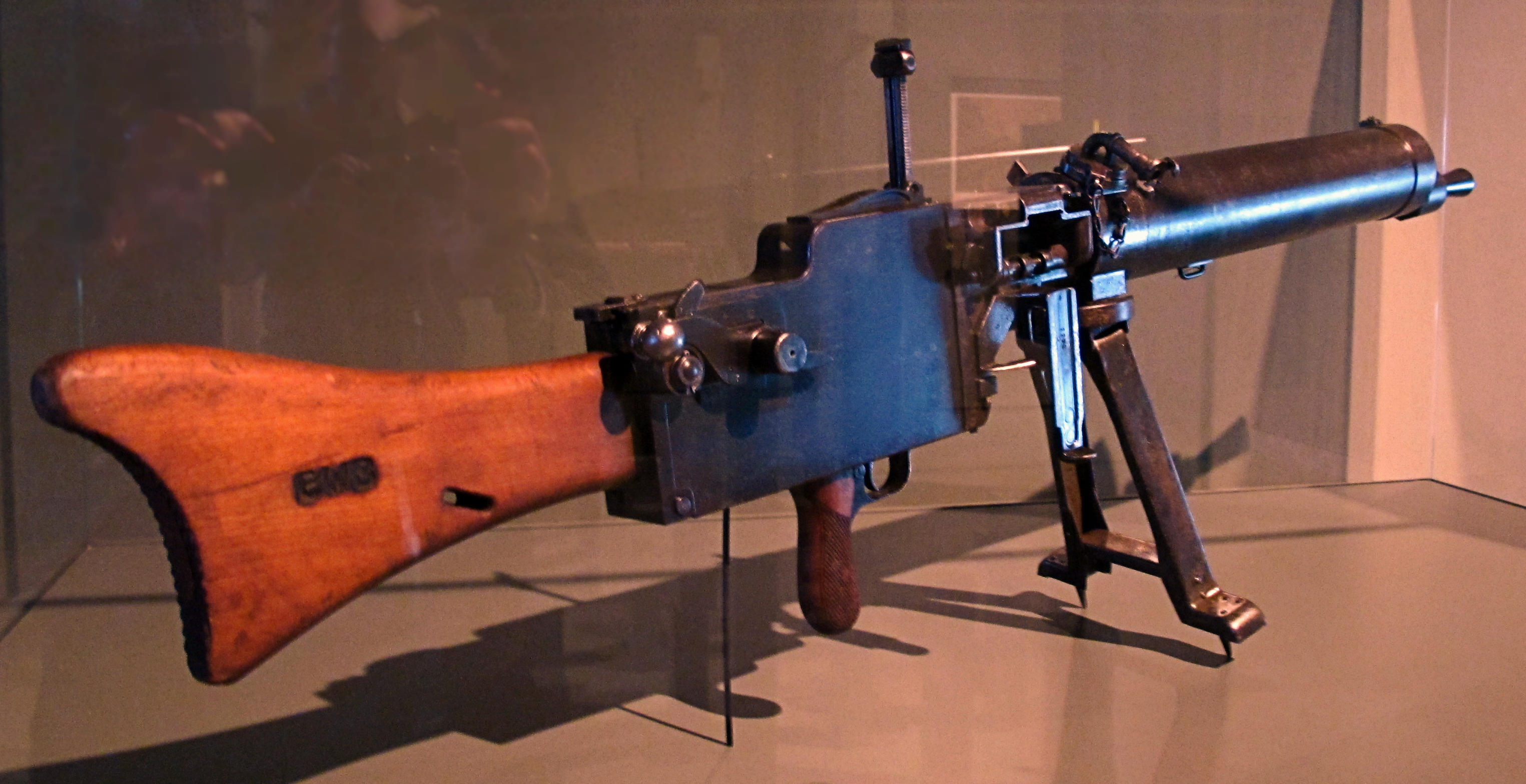
Легкий MG 08/15 з прикладом, ствол з водяним охолодженням
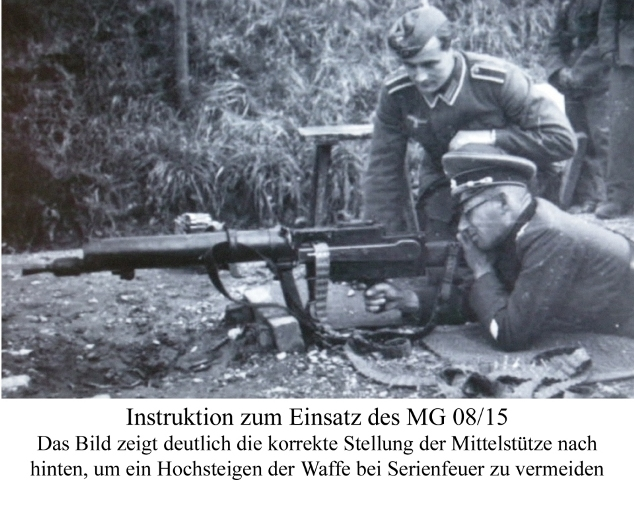
MG 08/15, правильне положення сошки
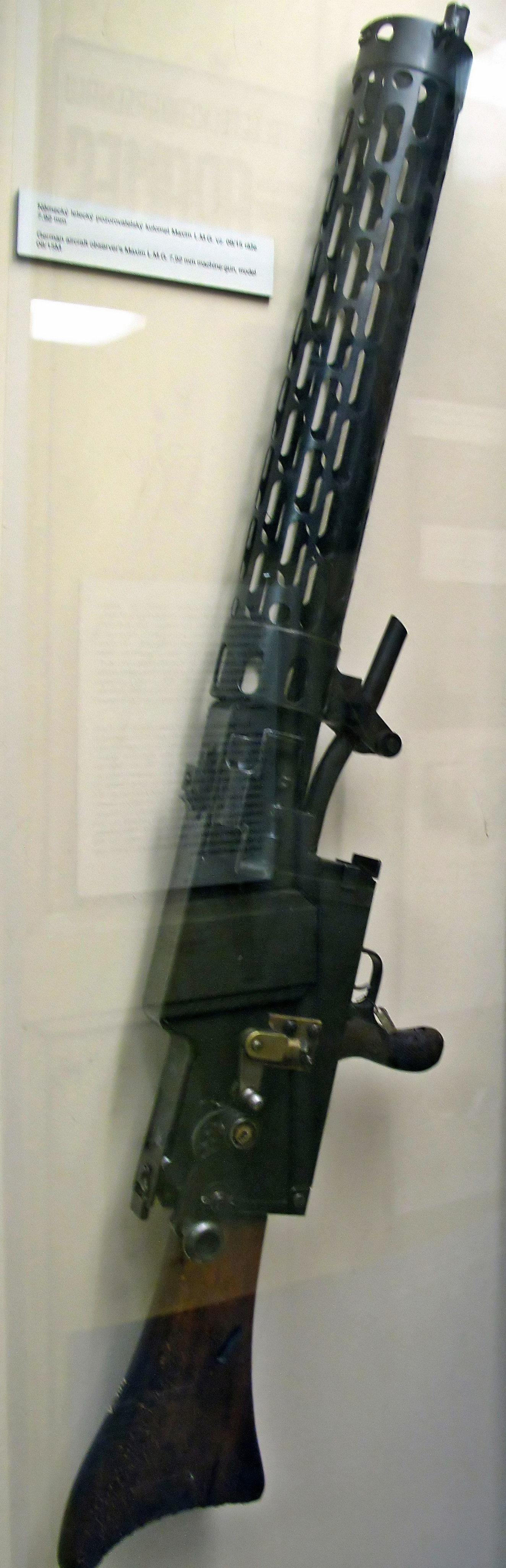
Легкий MG 08/18, ствол з повітряним охолодженням
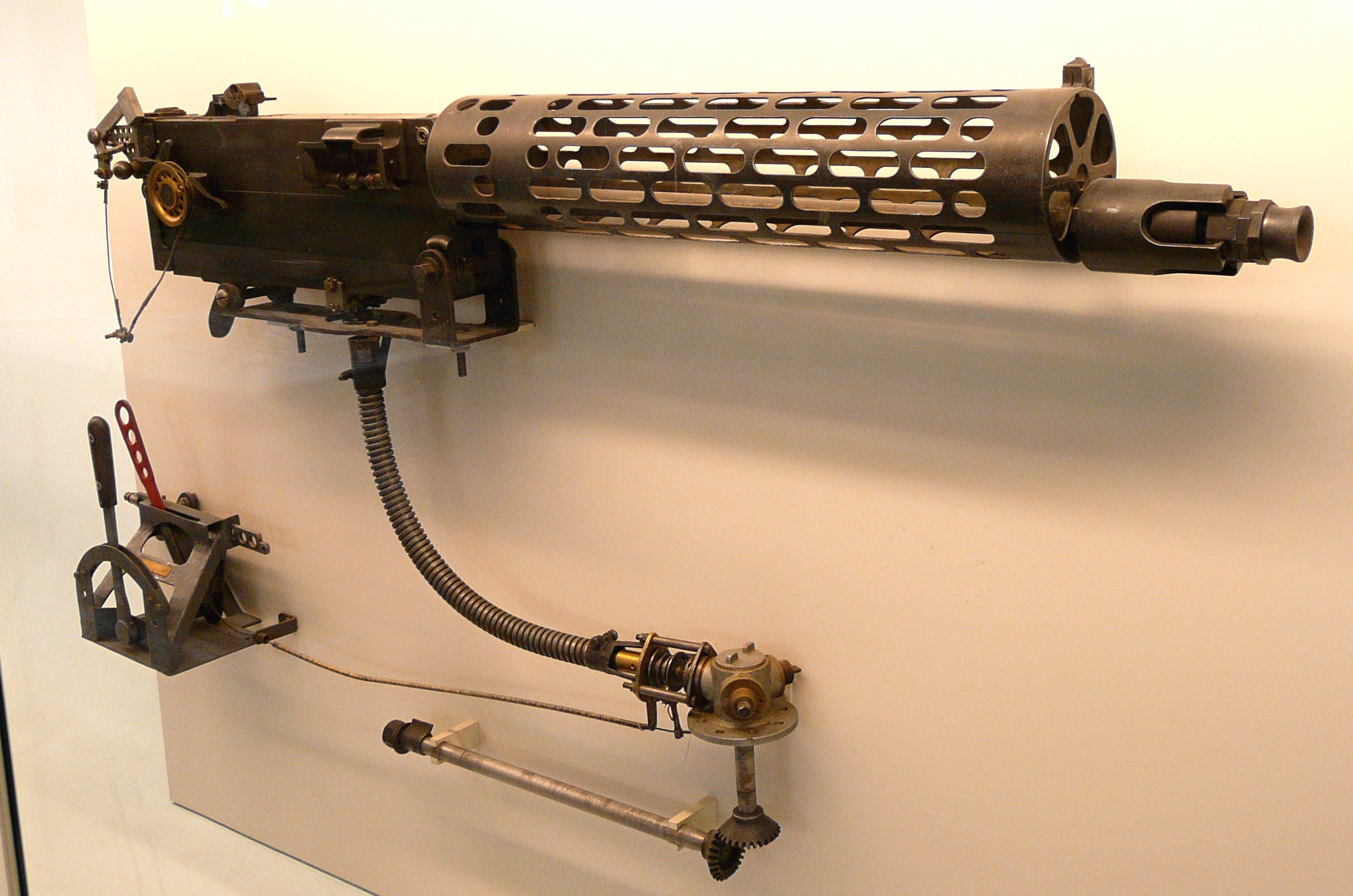
lMG 08 для винищувачів з управлінням одною рукою та синхронізацією з пропелером

## Конструкція
Основні новації у порівнянні з MG 08:
- Заміна дуже важкого станка на двоногу сошку під корпусом водяного охолодження ствола.
- На заміну подвійної ручки з спусковою гашеткою прийшло пістолетне руків'я з відповідним триманням та плечовий приклад.
- Використання відповідного тримача дозволило використовувати патронну коробку зразка 1916 року. Підвісний поясний ремінь не заважав заряджанню цього коробчастого магазина.
- Кількість охолоджувальної води була знижена з 4 до 2,8 літра, тому відпала необхідність носити з собою окрему ємність для води.

Для спрощення заряджання кулеметних стрічок використовували машинку для заряджання зразка 1916 року, яка кріпилася до столу або під час бою «найкраще» болтами до задньої частини кулеметного візка.
| Модель | Рік розробки | Живлення                          | Охолодження | Охолоджувальна вода (об'єм) | Оптичний приціл        | Загальна довжина | Вага                                                  | Додатково                             |
| ------ | ------------ | --------------------------------- | ----------- | --------------------------- | ---------------------- | ---------------- | ----------------------------------------------------- | ------------------------------------- |
| 08     | 1888-1908    | 250 патронів у полотняній стрічці | Водяне      | 4 л                         | Приціл ZF12 400—2000 м | 1190 мм          | 23 кг з охолоджувальною водою                         | збройний станок 37 кг / тринога 31 кг |
| 08/15  | 1915         | 100 патронів у полотняній стрічці | Водяне      | 2,8 л                       | Немає                  | 1390 мм          | 19,5 кг включаючи охолоджувальну воду і двоногу сошку | сошки: 1,2 кг                         |
| 08/18  | 1918         | 100 патронів у полотняній стрічці | Повітряне   | -                           | Немає                  | 1390 мм          | 16 кг включаючи сошки                                 | сошки: 1,2 кг                         |

## Галерея

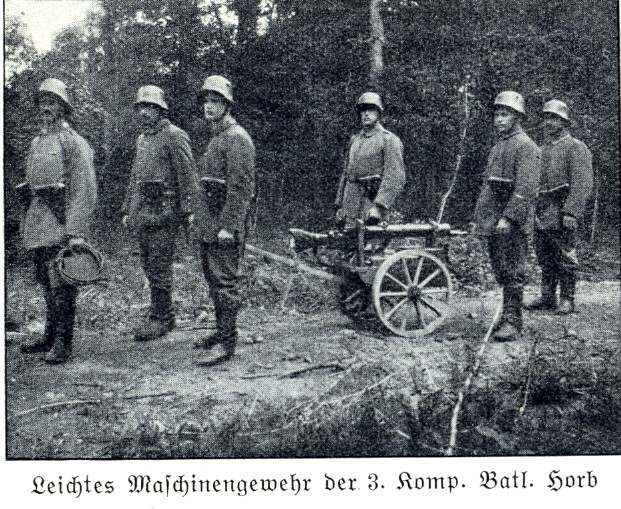
Легкий MG 08/15 при транспортуванні
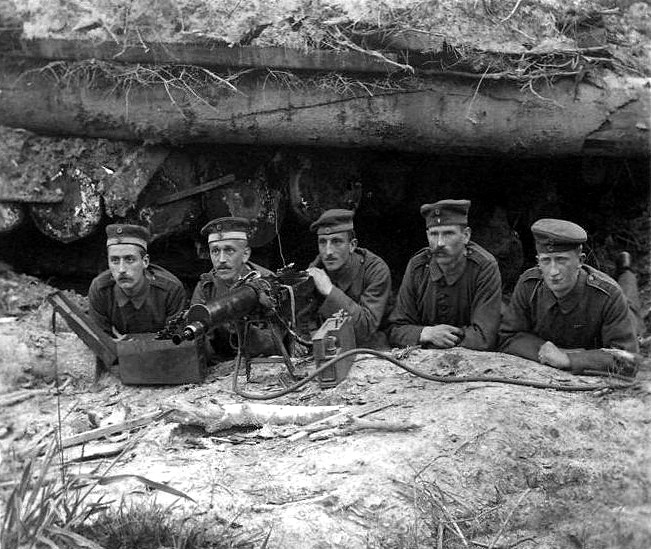
Кулеметне гніздо на фронті

## Експонати
Кулемети модифікації 08 знаходяться в Німецькому історичному музеї в Берліні, Військовому музеї в Зулі, Військово-історичному музеї в Дрездені, в численних відкритих для відвідувачів фортах і музеях Франції — таких, як Меморіал Вердену фортеці Вердену, музей артилерії в Драгіньяні, музей авіації та космонавтики аеропорту Ле Бурже під Парижем, в танковому музеї в Мюнстері і в форті-музеї Роєнталь.